# Senatsverwaltung für Inneres und Sport
Die Berliner Senatsverwaltung für Inneres und Sport (Kurz: SenInnSport) ist eine von zehn Fachverwaltungen des Berliner Senats im Range eines Landesministeriums und als solche Teil der Landesregierung sowie zuständige oberste Landesbehörde für die Innen- und Sportpolitik im deutschen Bundesland Berlin.

## Geschichte
Ab 1951 war für die Innenpolitik der Senator für Inneres zuständig. 2006 übernahm die Senatsverwaltung den Bereich „Sport“ von der Senatsverwaltung für Bildung, Jugend und Sport und erhielt ihren heutigen Namen. Von 2021 bis 2023 nannte sich die Senatsverwaltung zwischenzeitlich Senatsverwaltung für Inneres, Digitalisierung und Sport.
Seit dem 21. Dezember 2021 ist die SPD-Politikerin Iris Spranger Senatorin für Inneres, Digitalisierung und Sport, seit dem 27. April 2023 für Inneres und Sport. Als Staatssekretäre stehen ihr Christian Hochgrebe (Inneres) und Franziska Becker (Sport) zur Seite.

## Aufgaben und Organisation

### Aufgaben
Die Senatsverwaltung für Inneres ist die zentrale Berliner Landesbehörde für sämtliche Angelegenheiten der öffentlichen Sicherheit und Ordnung und somit besonders für die Berliner Polizei verantwortlich. Für andere wichtige Aufgaben sind u. a. folgende Zuständigkeitsbereiche zu nennen:
- Öffentliches Dienst- und Beamtenrecht
- Wahlen, Verfassung, Staatshoheitsrecht
- Staatsangehörigkeitsrecht
- Melderecht
- Ausländer- und Asylangelegenheiten
- Lotteriewesen
- Feuerwehr
- Zivil- und Katastrophenschutz
- Verfassungsschutz
- Sportförderung

### Organisation
Die Senatsverwaltung für Inneres und Sport ist gegliedert in vier Hauptabteilungen und eine sogenannte Querschnittsabteilung für den Zentralen Service (Stand: 1. Juni 2023):
- Abteilung I – Staats- und Verwaltungsrecht
- Abteilung II – Verfassungsschutz
- Abteilung III – Öffentliche Sicherheit und Ordnung (u. a. mit Aufsicht über den Polizeivollzugsdienst)
- Abteilung IV – Sport
- Abteilung ZS – Ressortweite und hausinterne Querschnittsaufgaben, Einstellungs- und Ausbildungsbehörde, Aufsichten

### Nachgeordnete Behörden und Einrichtungen

#### Sonderbehörden
- Polizei Berlin
- Berliner Feuerwehr
- Landesamt für Bürger- und Ordnungsangelegenheiten
- Landesamt für Einwanderung

#### Anstalten des öffentlichen Rechts
- Amt für Statistik Berlin-Brandenburg
- Berliner Bäderbetriebe
- IT-Dienstleistungszentrum Berlin
- Deutsche Klassenlotterie Berlin

#### Stiftung des öffentlichen Rechts
- Stiftung Deutsche Klassenlotterie Berlin (DKLB-Stiftung)

## Sitz
Ihren Sitz hat die Senatsverwaltung für Inneres und Sport gemeinsam mit dem Landesdenkmalamt Berlin im Alten Stadthaus (Anschrift: Klosterstraße 47, 10179 Berlin).